# Dolinka (powiat gdański)
Dolinka – nieistniejąca osada w Polsce, w województwie pomorskim, w powiecie gdańskim, w gminie Kolbudy. Miejscowość została zniesiona z dniem 1 stycznia 2015.
W latach 1945–1998 miejscowość należała do województwa gdańskiego.